# Протопопов, Дмитрий Захарович
Дми́трий Заха́рович Протопо́пов (4 октября 1897, с. Костёнки, Воронежская губерния, Российская империя — 3 марта 1986, Москва, РСФСР) — советский государственный и партийный деятель. Входил в состав особой тройки НКВД СССР. Первый секретарь ЦК КП(б) Таджикистана (1937—1946).

## Биография
Родился в русской крестьянской семье.
В 1909 году окончил сельскую начальную школу. С 1916 года служил в старой армии; в 1917 году окончил Батумскую школу прапорщиков.
Член РСДРП(б) с июня 1917 года. С 1917 года — член ротного комитета, затем — заместитель председателя Воронежского земельного комитета.
С мая по август 1918 года возглавлял Совет и ячейку РКП(б) в родном селе. С августа 1918 по 1919 год — председатель Воронежской уездной ЧК; участвовал в проведении карательных операций, расстрелов заложников и т. д.
С 1919 года — в Красной армии: военный комиссар Воронежского, затем Задонского уезда, ответственный секретарь Задонского уездного комитета и председатель уездного исполкома, одновременно — член Воронежского губернского комитета и губернского исполкома. С 1923 года — помощник военного комиссара Воронежской губернии; военком штаба, начальник Политического отдела 19-й стрелковой дивизии.
С 1926 года — на партийной и советской работе в контрольных органах:
- 1926—1929 гг. — заместитель ответственного секретаря Воронежской губернской контрольной комиссии ВКП(б),
- 1929—1939 гг. — заместитель ответственного секретаря Воронежской губернской контрольной комиссии ВКП(б),
- 1929—1930 гг. — председатель Тамбовской окружной контрольной комиссии ВКП(б),
- 1932—1934 гг. — руководитель группы партийно-советского контроля при Московском областном комитете ВКП(б),
- 1934—1936 гг. — председатель Московской областной комиссии советского контроля[3].

В этот период окончил рабочий факультет Воронежского университета, Курсы марксизма-ленинизма при ЦК ВКП(б) (1930—1932).
С июня 1936 по июль 1937 года — первый секретарь Ленинского районного комитета ВКП(б) (Москва).
В июле 1937 года был направлен уполномоченным Комиссии партийного контроля при ЦК ВКП(б) по Таджикской ССР; причастен к кадровым чисткам в партийном и хозяйственном аппарате Таджикистана, в ходе которых был репрессирован практически весь руководящий состав республики. Этот период отмечен вхождением в состав особой тройки, созданной по приказу НКВД СССР от 30.07.1937 № 00447 и активным участием в сталинских репрессиях. 27 августа того же года включён в состав ЦК КП(б) Таджикистана. Постановлением 2-го пленума ЦК КП(б) Таджикистана 4 октября 1937 года был избран первым секретарём ЦК КП(б) Таджикистана.
С 1946 по 1948 год — инспектор ЦК ВКП(б).
С 1948 года работал в министерствах РСФСР:
- 1949—1953 гг. — заместитель министра мясной и молочной промышленности РСФСР,
- 1953—1954 гг. — начальник Управления руководящих кадров Министерства лёгкой и пищевой промышленности РСФСР,
- 1954—1957 гг. — заместитель министра промышленности мясных и молочных продуктов РСФСР,
- 1957—1960 гг. — в аппарате Совета Министров РСФСР[3].

Избирался :
- депутатом Моссовета (с 1934)[3];
- от Таджикской ССР депутатом Совета Союза Верховного Совета СССР 1-го (1937—1946)[6] и 2-го (1946—1950)[7] созывов;
- делегатом XVIII съезда ВКП(б) (1939)[8], XVIII конференции ВКП(б) (1941)[9];
- членом Центральной Ревизионной Комиссии КПСС (1939—1952).

С 1960 года — на пенсии.
Похоронен в колумбарии Ваганьковского кладбища (секция 1).

## Сочинения
- Очерк о Гражданской войне в Воронежской губернии : мемуары // Коммуна. — 1939, 24 октября[10].

## Награды
- два ордена Ленина (17.10.1939 — за выдающиеся успехи в сельском хозяйстве Таджикской ССР и особенно за перевыполнение плана по хлопку; ?)
- Орден Красного Знамени
- Орден Отечественной войны 2-й степени
- Орден Трудового Красного Знамени (25.4.1941) — за выполнение в рекордно короткий срок задания по строительству высокогорной автомобильной дороги Сталинабад — Хорог
- Орден «Знак Почёта» (28.04.1940) — «за активное участие в строительстве величайшего в Союзе ССР ирригационного сооружения Большого Ферганского канала имени тов. И. В. Сталина и проявленные при этом выдающиеся успехи»
- 5 медалей